# Cogulló de Sant Quiri
El Cogulló de Sant Quiri és un turó de 1.355,1 metres d'altitud que es troba al municipi d'Isona i Conca Dellà, dins de l'antic terme de Benavent de Tremp, a la comarca del Pallars Jussà, al límit amb el terme de la Baronia de Rialb, de la Noguera. És, per tant, termenal de comarques. Es troba a l'extrem septentrional de la serra del Grau de Moles.
Conté el vèrtex geodèsic 264091001, i està situat al nord-est de Biscarri, en una zona allunyada dels nuclis poblats de les dues comarques que hi toquen.
Sens dubte és la Roca Drob documentada el 952 i el 953.